# Onofrio della Cava
Onofrio della Cava (auch Onofrio Giordano; * vermutlich in Cava de’ Tirreni, Königreich Neapel; † nach 1455 in Neapel) war ein italienischer Ingenieur und Architekt der Frührenaissance, der zwischen 1436 und 1455 in Dubrovnik und Kampanien tätig war.

## Leben

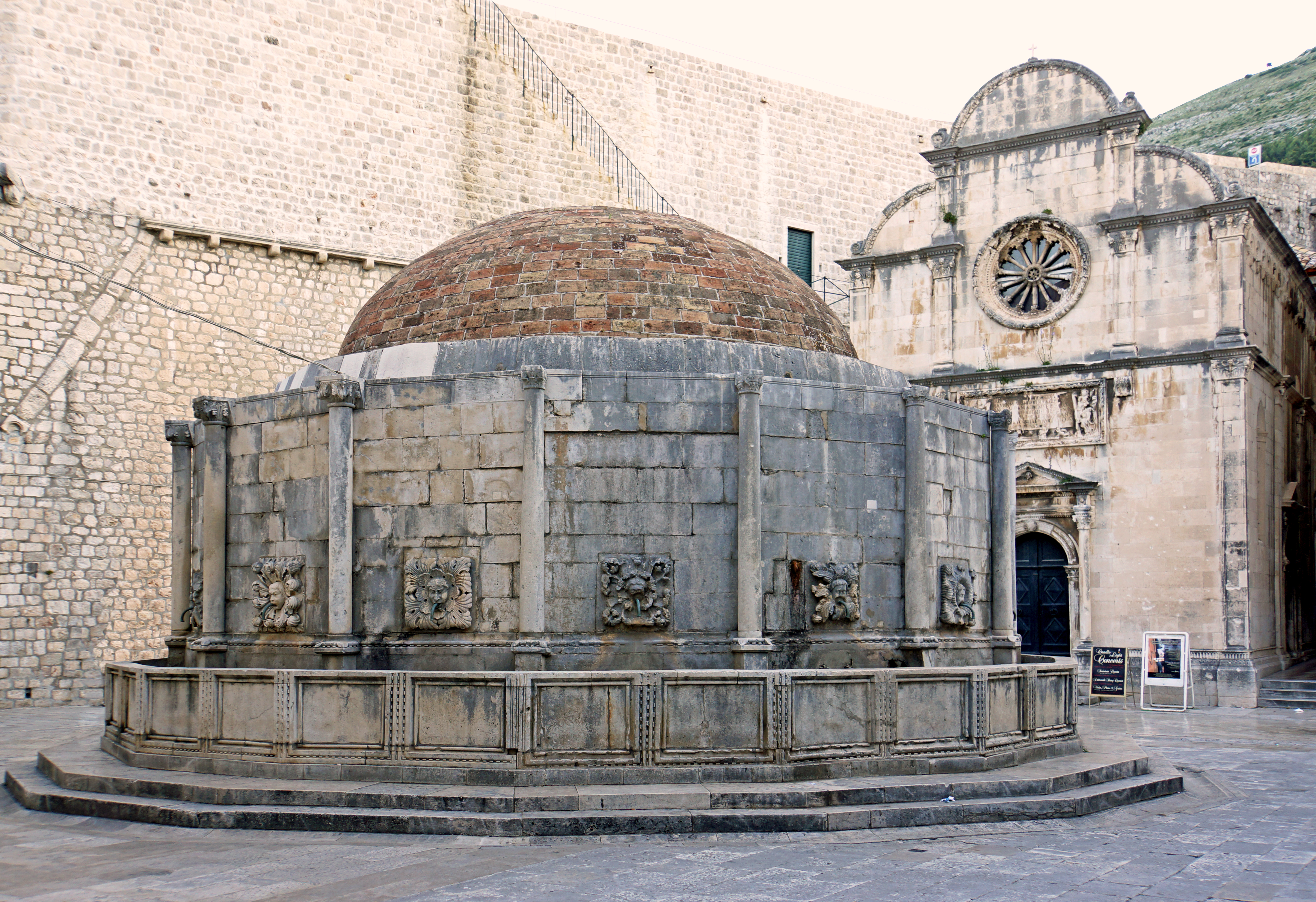
Der Große Onofriobrunnen in Dubrovnik

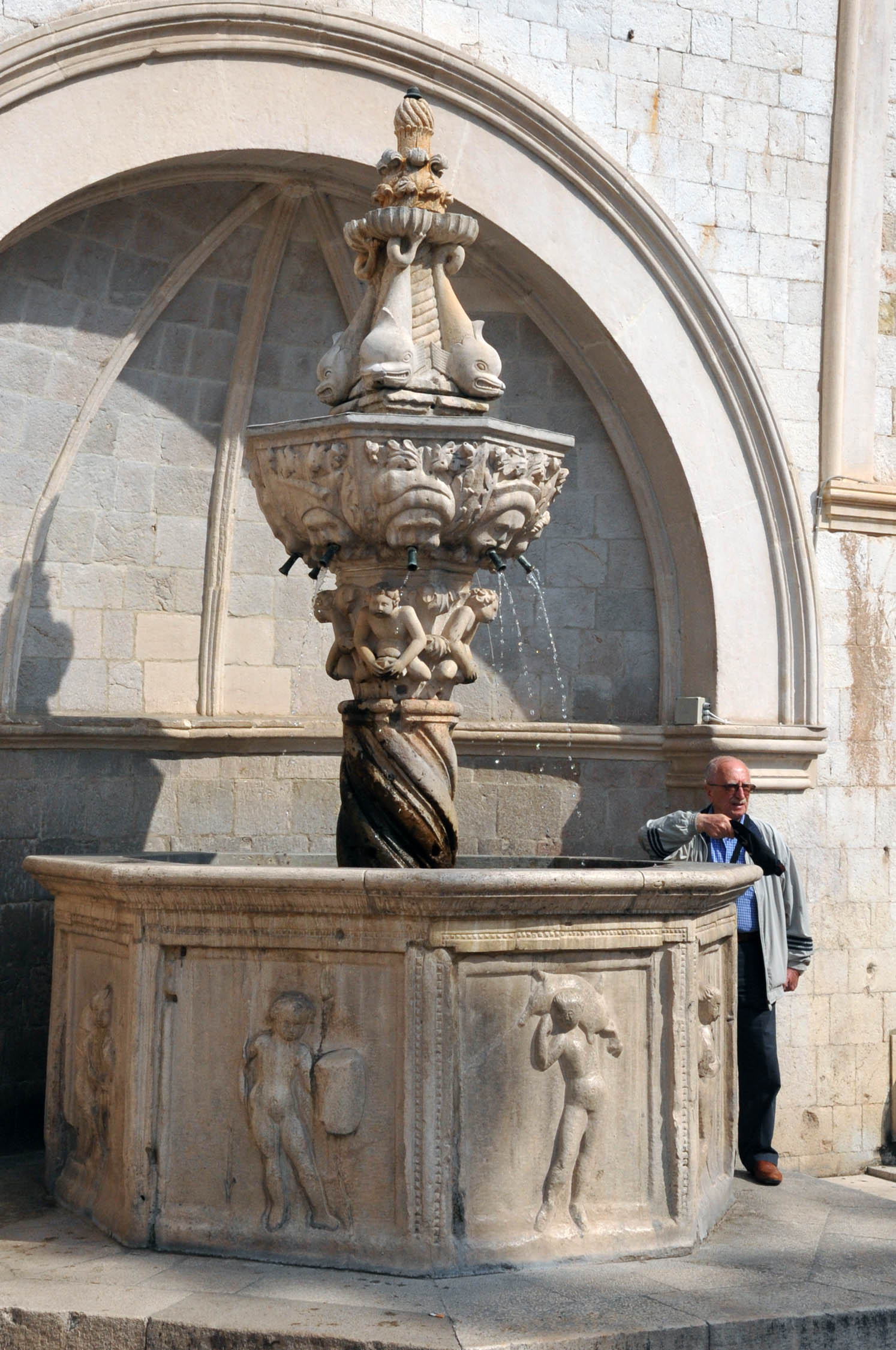
Der Kleine Onofriobrunnen in Dubrovnik

Onofrios Geburtsdatum ist unbekannt. Vermutlich stammte er aus Cava de’ Tirreni bei Salerno und hatte sich im Königreich Neapel bereits einen Namen als Architekt gemacht, bevor er 1436 vom Großen Rat nach Dubrovnik berufen wurde. Hier wurde er mit dem Bau öffentlicher Anlagen betraut. Am 26. Januar 1437 schloss er die Arbeiten an einem neuen, 8 Meilen langen unterirdischen Aquädukt ab. Am 16. Oktober 1437 beauftragte ihn der Rat mit dem Bau zweier repräsentativer Stadtbrunnen. Am 7. Februar 1438 unterzeichnete Onofrio hierfür einen Vertrag über 3000 Hyperpyra bzw. etwa 1000 Dukaten. Bis 1440 vollendete er den „Großen Onofriobrunnen“ (kroatisch Velika Onofrijeva česma, italienisch Fontana di Onofrio) beim Pile-Tor und den „Kleinen Onofriobrunnen“ (kroatisch Mala Onofrijeva česma, italienisch Fontana di La Cava) beim Luža-Platz am östlichen Ende der Hauptstraße („Stradun“). Der obere Teil des großen Brunnens wurde beim Erdbeben 1667 zerstört.
Seit seiner Ankunft leitete Onofrio della Cava auch den Wiederaufbau des Rektorenpalastes, der bei einer Explosion am 10. August 1435 stark beschädigt worden war. Der Vertrag sah eine Bauzeit bis Oktober 1442 vor. Onofrio wurde im Juni 1442 für seine Arbeit daran ausbezahlt. Weil der Palast 1462 bei einer weiteren Explosion fast vollständig zerstört wurde, lässt sich Onofrios Leistung nur schwer beurteilen. Wahrscheinlich hat er aber die heutige Gestaltung mit Loggia und säulengeschmücktem Innenhof vorgeprägt.
In den folgenden Jahren verliert sich seine Spur. Am 4. November 1450 gestattete ihm der Große Rat von Dubrovnik in einem Geleitbrief, die Stadt zu verlassen, und er kehrte ins Königreich Neapel zurück. Am 19. April 1451 setzte König Alfons V. von Aragon einen Vertrag auf, in dem er Onofrio della Cava und drei weitere Baumeister mit den Mauerarbeiten bei der Neugestaltung des Castel Nuovo binnen 13 Monaten beauftragte. Onofrio war wohl unter anderem zuständig für den Bau des unteren Teils des Triumphbogens. Im Juli 1453 wurden die vier Baumeister bezahlt.
Onofrio della Cava wurde in der Folge zu einer einflussreichen Figur am königlichen Hof und war sehr wohlhabend. Weitere seiner Werke wie zwei Brunnen am Kai Neapels und in Torre del Greco, die in zeitgenössischen Quellen erwähnt werden, sind nicht erhalten.
Am 9. Juli 1455 wurde Alfons V. von Dubrovnik aus gebeten, Onofrio della Cava wieder nach Dalmatien zu entsenden, damit er dort Befestigungen gegen die Osmanen, die kurz zuvor Konstantinopel erobert hatten, errichten könnte. Onofrio blieb offenbar in Neapel und erhielt im September 1455 noch ausstehendes Honorar vom König. Bald danach ist er vermutlich gestorben.